# Basil Zaharoff
Sir Basil Zaharoff (in greco Βασίλειος Zαχαρίας?, Vasileios Zacharias; Muğla, 6 ottobre 1849 – Monte Carlo, 27 novembre 1936) è stato un imprenditore e banchiere greco con probabile cittadinanza francese.
Tra i principali uomini d'affari della finanza internazionale di fine XIX-inizio XX secolo, fece fortuna attraverso il traffico d'armi, divenendo uno degli uomini più ricchi al mondo del primo Novecento. Grazie ai suoi influenti contatti all'interno di vari Stati europei dell'epoca e alla sua condotta spesso spregiudicata e scorretta, unite alla riservatezza e al rifuggire la vita pubblica, venne soprannominato "il mercante di morte" e "l'uomo del mistero d'Europa".

## Biografia

### Carriera finanziaria
A causa della riservatezza e della riluttanza dello stesso Zaharoff a divulgare informazioni che lo riguardassero (tanto da arrivare molte volte ad insabbiarle), la sua vita è in molti punti difficile da ricostruire con certezza.
Vasileios Zacharias nacque nel 1849 nell'Impero ottomano, forse nel villaggio di Muğla, da genitori greci con possibili ascendenze ebraiche e russe. Cresciuto in condizioni di estrema povertà, mostrò fin da piccolo un'intelligenza non comune, divenendo presto poliglotta; in seguito trasferitosi a Costantinopoli in cerca di opportunità, già durante l'infanzia si dedicò ad attività al limite dell'illegale, come il tuttofare per un bordello oppure il piromane su commissione per perpetrare truffe ai danneggiati dagli incendi, poiché all'epoca l'intervento dei vigili del fuoco turchi era a pagamento.
Associatosi con uno zio commerciante di tessuti, divenne suo rappresentante a Londra (o forse vi fuggì dopo avergli rubato degli incassi), dove presto cominciò a compiere appropriazione indebita, crimine per cui fu condannato nel 1873 (senza tuttavia scontare mai alcuna pena). Durante il periodo inglese sposò Emily Burrows, figlia di un industriale di Bristol, tuttavia non tenne mai in gran conto l'unione.
Fuggito ad Atene per evitare l'incriminazione, tra il 1873 e il 1877 visse alla giornata, essendo infine costretto a fuggire ancora perché scambiato con un ergastolano evaso suo omonimo. L'amico giornalista Stephanos Skouloudis riuscì tuttavia a riabilitarlo, e vedendo la sua attitudine affaristica lo mise in contatto col mondo dell'industria bellica; Zaharoff si associò infine all'industriale svedese Thorsten Nordenfelt e divenne suo rappresentante in vari paesi europei. Nello stesso periodo si occupò di effettuare ampi reclutamenti di manodopera nel proletariato irlandese della contea di Galway, favorendone l'immigrazione negli Stati Uniti per sostenere le grandi fabbriche americane, venendo infine costretto a fuggire nuovamente dopo aver ricevuto minacce di morte per le sue promesse di stabilità economica spesso rivelatesi false. Trasferitosi negli Stati Uniti causò vari scandali, e durante un soggiorno a Saint Louis si sposò con la ricca ereditiera americana Jeannie Billings, divenendo a tutti gli effetti bigamo poiché il primo matrimonio non era mai legalmente terminato.

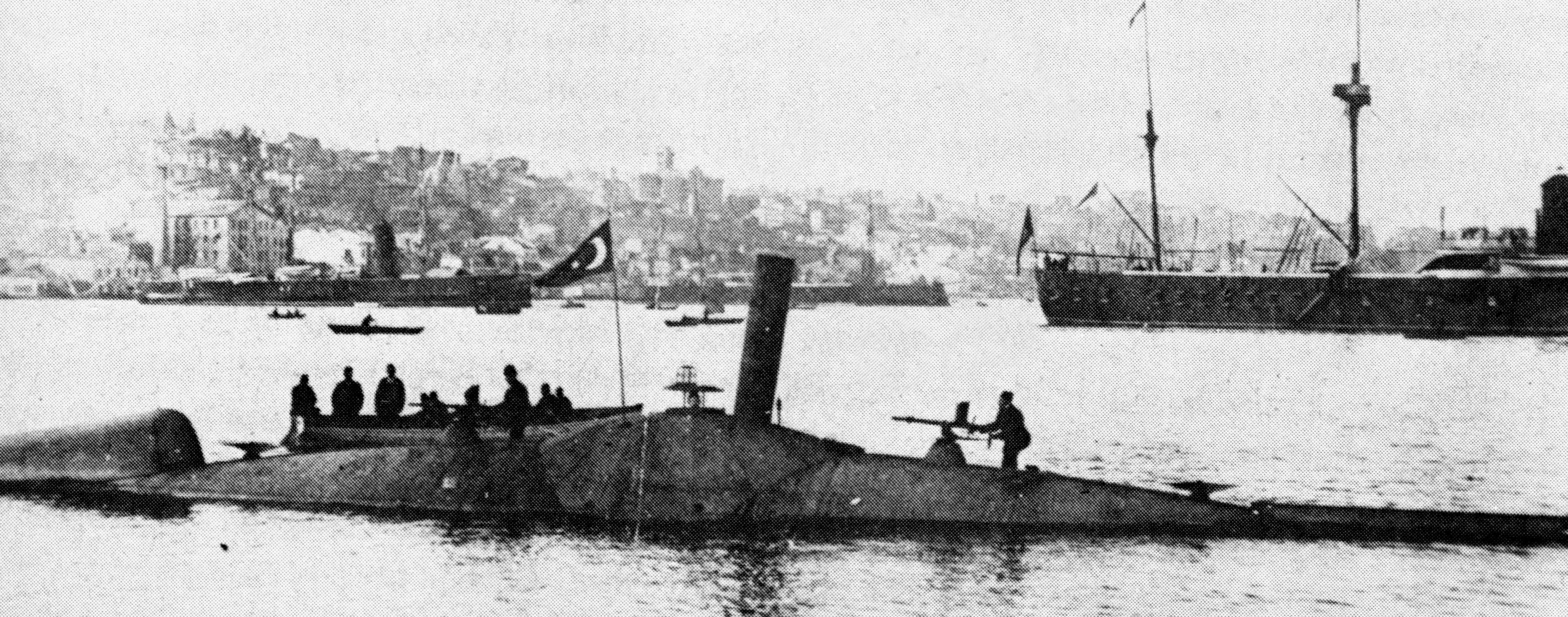
Fotografia del sottomarino turco Abdül Hamid del modello Nordenfelt I

In questo periodo cominciò ad interessarsi all'emergente industria dei sottomarini, da poco brevettati. Impossessatosi dei piani di progettazione, cominciò a produrli per conto di Nordenfelt, arrivando a vendere alcuni esemplari del modello Nordenfelt I a Grecia, Turchia e Russia, spesso dando notizia delle stesse compravendite agli Stati avversari per portare anche loro all'acquisto (creando quindi il simil-truffaldino "sistema Zaharoff"). Il Nordenfelt I era tuttavia ancora sperimentale e quindi altamente insicuro, come infatti dimostrò in breve tempo l'affondamento di uno dei due esemplari comprati dai turchi.
Alla fine del secolo si dissociò da Nordenfelt, ormai estromesso dalla sua stessa compagnia, per passare all'azienda Vickers, di cui divenne uno dei principali azionisti, favorendo anche l'acquisto dell'azienda rivale Maxim (dopo che Zaharoff stesso, come riporta H. G. Wells, si era occupato di sabotare le dimostrazioni di Hiram Maxim per convincerlo a passare dalla sua parte). Alla Vickers Zaharoff replicò le tattiche aggressive già usate con Nordenfelt, producendo in massa prodotti spesso scadenti e rivendendoli a svariati eserciti nazionali, talvolta quando essi erano già in guerra tra loro (come ad esempio avvenne durante la seconda guerra boera e la guerra russo-giapponese).

### Prima guerra mondiale
Insediatosi in Francia, Zaharoff acquisì il controllo della Banque de l'Union Parisienne e del quotidiano Excelsior, potendo così influenzare l'opinione pubblica. Poco prima dello scoppio della Grande Guerra il deputato britannico e futuro lord Snowden fece un discorso alla Camera dei Comuni in cui denunciava le attività fraudolente di Zaharoff e altri industriali delle armi, causando uno scandalo che però non ne intaccò l'influenza. Durante la prima guerra mondiale Zaharoff fece gli interessi del Regno Unito e della Francia nel Regno di Grecia, finanziando il colpo di Stato contro il filo-tedesco re Costantino I dopo il fallito tentativo dell'amico Skouloudis, nominato nuovo primo ministro della Grecia, di influenzarne la politica.
Sfruttando la sua immensa disponibilità di denaro e mezzi finanziò la causa della triplice intesa, più per la costante rivalità col gruppo tedesco Krupp che per lealtà, cercando anche di "comperare" l'uscita dalla guerra degli ottomani. Inviato in missione segreta dal governo inglese presso l'ambasciata turca in Svizzera con un carico d'oro valevole 10 milioni di sterline, Zaharoff (probabilmente compromesso da spie tedesche) venne fermato alla frontiera con la Francia e perquisito dai doganieri, che gli impedirono di entrare e lo lasciarono bloccato nella neve per molte ore. Il tentativo non ebbe successo, ma Zaharoff, deciso a chiedere qualcosa in cambio al governo britannico, mandò il seguente telegramma a Londra:
(Telegramma di Zaharoff a Londra.)
Si trattava ovviamente di un codice: "Zedzed" era un suo soprannome, mentre "cioccolato" stava per "onorificenza", e infatti al termine delle ostilità il Regno Unito gli concesse il titolo di baronetto e la Gran Croce dell'Ordine del Bagno, nonostante non fosse cittadino britannico. L'iniziativa si ripeté presto da parte francese, che gli concesse la Legion d'Onore; non era chiaro tuttavia nemmeno se possedesse la cittadinanza francese, poiché durante un'interrogazione parlamentare in proposito il Ministro degli Esteri Raymond Poincaré si rifiutò di rispondere.
Nel primo dopoguerra divenne una delle figure di riferimento della politica internazionale, potendo godere della fiducia di vari importanti uomini politici come Aristide Briand, David Lloyd George, Eleftherios Venizelos e re Giorgio V del Regno Unito. Alla fine della prima guerra mondiale il suo patrimonio era stimato in circa 1,2 miliardi di dollari.

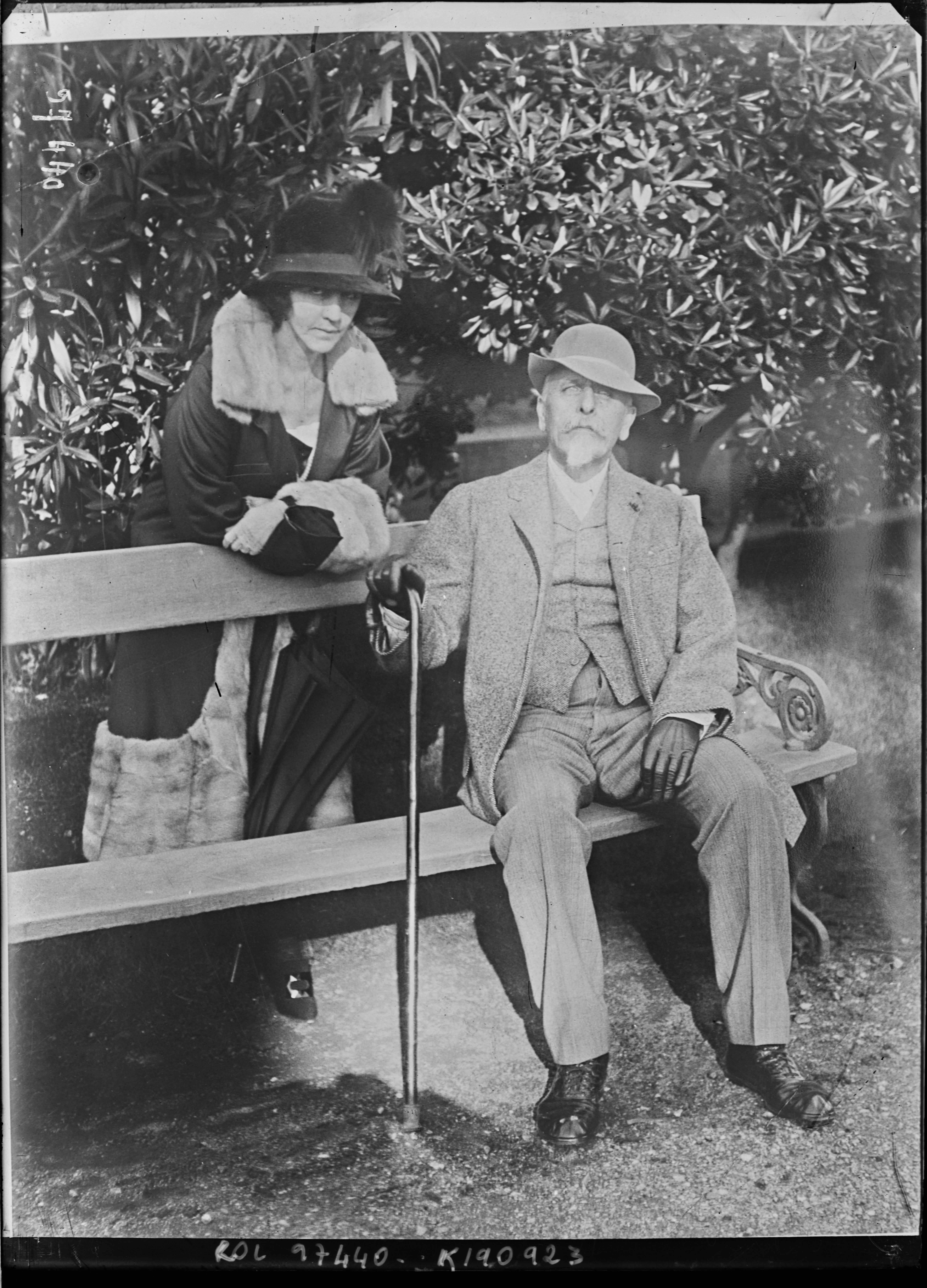
Basil Zaharoff e la terza moglie, la duchessa di Villafranca

### Ultimi anni
Negli ultimi anni di vita Zaharoff, per cercare di migliorare la sua immagine pubblica, donò ingenti somme a vari istituti universitari europei, come l'Università della Sorbona, l'Università di Oxford, l'Imperial College London e l'Università di Pietrogrado, così come 1 milione di franchi alle vedove di guerra francesi e ingenti somme per finanziare la politica greca e la Megali Idea. Il fallimento finale dell'espansionismo greco con la sconfitta nella guerra greco-turca fu disastroso per Zaharoff, che perse in questo modo gran parte della propria fortuna, parzialmente recuperata grazie ad ingenti investimenti nella nascente industria petrolifera tramite varie società di facciata. Dopo un fallito tentativo di rifinanziare il debito pubblico del Regno di Romania, la Vickers soffrì per il calo nell'approvvigionamento di forniture militari determinato dalla fine della guerra, cosa che costrinse Zaharoff infine a rinunciare alla guida dell'azienda.
Ritiratosi a Monte Carlo, investì pesantemente nell'espansione e nello sviluppo del Principato di Monaco, mettendo a disposizione del principe Luigi II il suo pur sempre enorme patrimonio e rifondando l'iconico casinò. Protesse inoltre l'indipendenza di Monaco dalle mire francesi, facendola garantire nel trattato di Versailles dal redattore Georges Clemenceau. Nel 1924 si sposò con Pilar de Muguiro y Beruete, I duchessa di Villafranca, una delle donne più ricche di Spagna e forse l'unico suo vero amore, con cui conduceva una relazione dal 1889 ma che fino ad allora non aveva potuto sposare per via della volontà di lei di non divorziare dal marito malato di mente e rinchiuso in manicomio, nonostante lei e Zaharoff avessero già avuto due figlie. La duchessa di Villafranca, anche lei anziana, morì appena un anno e mezzo dopo il matrimonio, e ciò minò la psiche e la salute di Zaharoff, che da allora scomparve dalla vita pubblica e fu confinato su una sedia a rotelle. Morì infine a Monte Carlo nel 1936, e dal suo testamento risultava in possesso di "sole" 200 000 sterline; pochi mesi dopo la sua morte dei razziatori tentarono di profanare la sua tomba in cerca di ricchezze, ma senza successo.

## Nella cultura di massa
Già durante la sua vita Basil Zaharoff era considerato una figura leggendaria, con vastissime conoscenze e segreti riguardo la geopolitica mondiale, tanto che girava voce avesse scritto le sue memorie in 58 volumi, di cui avrebbe disposto la distruzione in punto di morte o pochi anni prima di morire, così da non far trapelare verità compromettenti. Sempre secondo queste voci, la mole dei suoi scritti sarebbe stata così grande che avrebbe richiesto due interi giorni per essere interamente bruciata nel camino della sua villa a Parigi.
Anche dopo la sua morte la figura misteriosa di Zaharoff continuò ad affascinare la società europea. Nel fumetto Le avventure di Tintin uno degli antagonisti, il trafficante di armi Basil Bazarov, è chiaramente basato sulla sua figura per l'aspetto fisico, l'abbigliamento e il proprio ruolo.